# Weißer Bim Schwarzohr (Film)
Weißer Bim Schwarzohr ist eine sowjetische Literaturverfilmung in zwei Teilen von Stanislaw Rostozki aus dem Jahr 1977. Sie beruht auf dem gleichnamigen Kurzroman von Gawriil Trojepolski und lief in der BRD auch unter dem Namen Weißer Bim, schwarzes Ohr.

## Handlung
Teil 1: Bei einem Züchter sucht Schriftsteller Iwan Iwanowitsch im zeitigen Frühjahr einen Gordon Setter. Er nimmt schließlich den einzigen aus der Art geschlagenen Welpen des Wurfs zu sich, den der Züchter eigentlich töten wollte: Der junge Bim ist weiß statt schwarz, hat jedoch ein schwarzes Ohr. Die Monate vergehen. Iwan und Bim sind vertraut, der Hund kennt den Tagesablauf des Herrchens, erwartet ihn vor der Redaktion, vor dem Friseur und beide gehen gemeinsam auf die Jagd, auch wenn Iwan für den Transport des Hundes schon mal einen Busfahrer bestechen muss. Zwei Dinge stören die Idylle: Wegen seiner Falschfarbigkeit wird Bim von den offiziellen Verbänden nicht als Jagdhund anerkannt und erhält keine offiziellen Dokumente als Jagdhund ausgestellt. Zudem steht eine Nachbarin Iwans dem Hund hasserfüllt gegenüber, zeigt ihn beim Hausverwalter als bissig an und berichtet überall von seiner Gefährlichkeit.
Als der nächste Winter kommt, geht es Iwan schlecht. Ein Splitter nahe seinem Herzen – eine Kriegsverletzung – setzt ihm so sehr zu, dass er ins Krankenhaus eingeliefert werden muss. Dort wird er sofort nach Moskau eingeflogen, wo er operiert wird. Bim bleibt in der Obhut der Nachbarin Stepanowna, die mit ihrer Enkelin zusammenlebt. Da Bim regelmäßig allein Gassi gegangen ist, seit es Iwan schlechtging, lässt die alte Frau den Hund auch jetzt frei umherlaufen. Bim jedoch reißt aus und sucht sein Herrchen. Er läuft zum nächsten Krankenhaus, kehrt nachts in die leere Wohnung zurück und beginnt am nächsten Tag die Suche erneut. Da er nichts mehr frisst, magert er ab und wird bald in der Innenstadt als Streuner angesehen. Die Studentin Dascha findet ihn, als Bim gerade von der zänkischen Nachbarin als tollwütig und bissig bezeichnet wird. Iwan kann als Halter des Hundes ausfindig gemacht werden und Dascha bringt Bim zurück zu Stepanowna. Dascha lässt für den Hund eine Erkennungsmarke anfertigen, die das wichtigste über den Hund und seinen Halter zusammenfasst. So trifft Bim auf den Jungen Tolik, der ihn füttert und in sein Herz schließt. Bald jedoch wird Bim von einem zwielichtigen Mann entführt, der es auf die Erkennungsmarke abgesehen hat und den Hund kurz darauf erneut auf die Straße setzt. Bim irrt durch die Straßen und erkennt am Bahnhof Dascha. Sie sieht ihn vom Zug aus und ruft ihm zu, dass er nach Hause gehen solle. Bim jedoch läuft dem Zug hinterher. Als er nach mehreren Kilometern die Kraft verliert, legt er sich erschöpft auf die Schienen.
Teil 2: Er wird von Bahnhofsmitarbeitern gefunden, die ihn versorgen und kurze Zeit später wieder laufen lassen. Dascha ist unterdessen am nächsten Bahnhof aus- und in einen Zug in die Gegenrichtung eingestiegen. Sie kehrt in Iwans Wohnung zurück, erfährt aber nur, dass Bim seit mehreren Tagen verschwunden ist. Der klemmt sich bei einer plötzlichen Weichenumstellung die Pfote ein, wird von Zugführern entdeckt und befreit und kehrt blutend in seine Wohnung zurück. Er wird von Dascha versorgt und bleibt die nächsten Tage in Stepanownas Obhut. Bald jedoch darf Bim wieder ins Freie. Er geht die verschiedenen Orte ab, an denen er stets mit Iwan vorbeilief und kommt auch zum Busparkplatz, wo er von dem Fahrer wiedererkannt wird, der sich einst von Iwan bestechen ließ. Der Fahrer nimmt Bim mit sich und verkauft ihn an einen Jäger. Der nimmt ihn mit zu seiner Familie, wo Bim unter dem Namen Schwarzohr unter anderem mit dem Sohn Aljoscha Freundschaft schließt. Der Mann leiht seinem Bekannten Klim den Hund für die Jagd, doch reißt sich Bim los. Der Schnee reißt ihm die Pfoten auf, doch schleppt er sich bis zu Toliks Wohnung.
Der Junge ist begeistert, Bim wiederzutreffen, doch sind die Eltern wenig erfreut. In der Nacht verschleppt Toliks Vater den Hund in den Wald und lässt ihn dort angeleint zurück. Das Gewissen plagt ihn jedoch und so kehrt er am nächsten Morgen in den Wald zurück, aber Bim hat sich bereits losgerissen. Bim geht zu seiner Wohnung zurück, doch lässt ihn die zänkische Nachbarin nicht in das Gebäude. Die Hundefänger nehmen Bim mit, da die Nachbarin erneut glaubhaft machen konnte, dass Bim tollwütig und bissig ist. Der geschwächte Bim wird in Quarantäne gehalten – auf der Ladefläche eines Autos, mitten im Winter. Toliks Vater hat unterdessen eine Suchanzeige nach Bim in die Zeitung gesetzt. Die liest auch Iwan, als er aus dem Krankenhaus entlassen wird. Er eilt sofort zum Tierheim, wo er nach einigen Schwierigkeiten in den Quarantänewagen schauen darf. Bim jedoch ist bereits auf dem Wagen verstorben. Tolik und Aljoscha, die ebenfalls auf der Suche nach Bim beim Heim angekommen sind, sagt er, dass Bim nicht dagewesen sei. Am nächsten Tag kehrt Iwan zum Heim zurück. Bim wird als Jagdhund standesrechtlich mit drei Schüssen die letzte Ehre erwiesen. Einen zweiten herrenlosen Hund, den die Männer loslassen wollten, nimmt Iwan zu sich.
Der Frühling kommt. Iwan und Tolik gehen im Wald spazieren. Tolik hat einen Hund bei sich, den er Bim ruft. Er ähnelt Bim, nur ist bei diesem jungen weißen Gordon Setter ein Ohr und eine Gesichtshälfte schwarz.

## Produktion
Weißer Bim Schwarzohr wurde unter anderem in Kaluga gedreht. Der Film lief 1977 in der Sowjetunion in den Kinos an. Insgesamt sahen 20 Millionen Zuschauer in der Sowjetunion den Film, der 1977 zum Film des Jahres gewählt wurde. In der DDR wurde der Film erstmals am 11. Dezember (Teil 1) und 18. Dezember 1977 (Teil 2) auf DFF 2 in russischer Originalsprache in der Rubrik "Für Freunde der russischen Sprache" im Fernsehen gezeigt und lief ab dem 16. Februar 1979 in deutscher Synchronisation auch in den Kinos der DDR. In der BRD wurde er erstmals am 19. April 1981 (Teil 1) und am 20. April 1981 (Teil 2) im ZDF gezeigt. Die deutschsprachige Erstsendung beider Teile im DDR-Fernsehen war am 31. Dezember 1981. Im Mai/Juni 1987 wurde der 2-teilige Kinofilm durch das DDR-Fernsehen zu einer 7-teiligen Serie umgeschnitten. Die einzelnen Teile waren 25 Minuten lang. Hierfür musste der Film insgesamt um 15 Minuten gekürzt werden. Danach wurde der Film nur noch in der gekürzten Serienfassung gezeigt. Erst seit der DVD-Veröffentlichung der Firma Icestorm im Jahre 2009 ist der Film wieder komplett zu sehen.

## Kritik
Für den film-dienst war Weißer Bim Schwarzohr „ein poetischer und spannender Tierfilm, geprägt von Melancholie und, angesichts der Rücksichtslosigkeit der Menschen, auch von einer gewissen Resignation.“

## Auszeichnungen
Weißer Bim Schwarzohr erhielt 1978 auf dem Internationalen Filmfestival Karlovy Vary zusammen mit Shadows of a Hot Summer von Frantisek Vlácil den Hauptpreis (Kristallglobus).
Der Film wurde 1979 für einen Oscar in der Kategorie Bester fremdsprachiger Film nominiert, konnte sich jedoch nicht gegen den französischen Wettbewerbsbeitrag Frau zu verschenken von Bertrand Blier durchsetzen.